# Sergio Azurdia
Sergio Azurdia (Huehuetenango, 17 de julio de 1989) es un futbolista Guatemalteco, que actualmente juega como defensa en el club Deportivo Coatepeque . 

## Trayectoria
Azurdia es un defensa lateral que se dio a conocer en el Deportivo Xinabajul del departamento de Huehuetenango en el cual demuestra su talento futbolístico. En 2011 ficha con el Club Xelajú Mario Camposeco, pero se pierde todo el torneo por una lesión.

## Clubes
| Club                   | País      | Año       |
| ---------------------- | --------- | --------- |
| Deportivo Xinabajul    | Guatemala | 2008-2011 |
| Xelajú Mario Camposeco | Guatemala | 2011-2012 |
| Deportivo Coatepeque   | Guatemala | 2014-     |

- Datos: Q6125331